# 토마토 대소동 2
《토마토 대소동 2》(영어: Return of the Killer Tomatoes!)는 미국에서 제작된 존 더벨로 감독의 1988년 패러디 영화이다. 《토마토 공격대》(1978)의 첫 번째 속편이다. 앤서니 스타크, 조지 클루니, 존 애스틴 등이 출연하였고, 스티븐 피스 등이 제작에 참여하였다.
평단으로부터는 혹평을 받았으나 전작과 마찬가지로 컬트 영화가 되었다.
존 애스틴과 올림픽 수영 종목 금메달 수상자인 스티브 런드퀴스트가 각자 동일한 배역으로 출연하는 속편 《토마토 대소동 3》(Killer Tomatoes Strike Back!, 1990)과 《토마토 대소동 4》(Killer Tomatoes Eat France!, 1991)로 이어진다.

## 줄거리
살인 토마토들을 모두 제압한 뒤 토마토 없이는 못 사는 사람들을 대상으로 장사를 하는 토마토 밀수꾼들을 제외하고는 토마토 관련 문제가 일절 없이 평화 상태로 돌아간 미국.
전편에서 "토마토 대전"을 승리로 이끈 영웅 윌버는 명성을 이용하여 토마토가 들어가지 않는 피자 — 반죽 위에 땅콩버터를 바르고 토핑으로 정어리를 올리고 피자 치즈 대신 말린 코코넛 과육을 뿌린다 — 를 파는 피자 가게 "핀레터스 피자"를 열었으며 조카 채드와 말쑥한 바람둥이 맷을 배달원으로 쓰고 있다.
인간을 혐오하는 악한 모티머 갱그린 교수와 조수 이고어는 제2의 토마토 항쟁을 꿈꾼다. 이들은 독극물에 담궜던 일반 토마토를 집어 넣으면 주크박스에서 선택된 음악의 성질에 따라 다양한 인간 모사체로 개조되는 변신방을 개발한다. 마이클 잭슨 노래가 흐르면 마이클 잭슨의 복제가, 드라마 《마이애미의 두 형사》 주제곡을 틀면 주인공을 맡았던 돈 존슨의 복사품이, 고혹적인 곡이 재생되면 미인이, 록 음악이 나오면 군인이 만들어지는 식이다.
갱그린 교수는 이런 식으로 가정부와 정부 역을 해주는 태라도 만들어냈지만 표면에 보들보들한 털이 나있어 소위 FT(Fuzzy Tomato→솜털 토마토)로 불리는 실패작들을 교수가 심하게 대우하자 태라는 핀레터스 피자로 대피하여 채드와 사귀기 시작한다.
교수는 토마토 군대와 함께 인근 교도소를 공격해 동료 짐을 탈옥시켜 대통령으로 추대할 계획을 세우지만 결국 FT 등의 활약으로 교도소에서 붙잡힌다. 가스실에 갇혔던 태라는 가스를 뒤집어쓴 덕분에 인간으로 고정되고 FT는 전국구 스타가 된다.
엔딩 크레디트 말미에 영화 제작진의 잡담 음성이 흐르다가 갑자기 총을 난사하는 소리와 함께 쿠키 영상으로 전환되면서 인간 크기 살인 당근들이 사무실에 난입해 이들을 몰살한 정황이 드러난다. 당근 하나가 "이제 토마토 영화는 안 나오겠지?"라고 말한 뒤 영화가 완전히 끝이 난다.

## 출연
- 앤서니 스타크 - 채드 핀레터 역
- 조지 클루니 - 맷 스티븐스 역
- 캐런 미스틀 - 태라 역
- 스티브 런드퀴스트 - 이고어 역
- 존 애스틴 - 모티머 갱그린 교수 역
- J. 스티븐 피스 - 윌버 핀레터 역
- 마이클 빌라니 - 밥 다운스 역
- 하비 웨버 - 시드 역
- 존 더벨로 - 찰스 화이트 역
- 릭 록웰 - 짐 리처드슨 역

## 기타 제작진
- 라인 제작: 로웰 D. 블랭크
- 미술: 코스타 딜런